# Xifias (Schiff, 1912)
Xifias (griechisch Ξιφίας = Schwertfisch) war das dritte U-Boot der griechischen Marine.

## Beschreibung
Die Xifias war ein Schiff der französischen Delfin-Klasse. Hierbei handelte es sich um eine U-Boot-Klasse, die von Maxime Laubeuf entworfen wurde und für den Verkauf an fremde Staaten bestimmt war. Das U-Boot verfügte über je zwei Drzewiecki-Abwurfkragen am Heck und am Bug und ein Torpedorohr im Bug. Insgesamt verfügte man über 6 Schwartzkopff-Torpedos. Als Antrieb dienten zwei 360 PS starke Dieselmotoren. Diese trieben nicht nur die zwei Schrauben an, sondern auch Generatoren, mit denen Akkumulatoren geladen wurden. Je nach Geschwindigkeit variierte die Zeit bei voll aufgeladenen Akkumulatoren, um die zwei 230 PS starken Elektromotoren anzutreiben. So konnte man sich 2 h mit 8 kn, 7,5 h mit 6 kn und 17,5 h mit 4,5 kn fortbewegen. Am Rumpf der Xifias war ein Bleigewicht befestigt, das im Notfall entriegelt und abgeworfen werden konnte, damit das U-Boot sofort zur Wasseroberfläche aufstieg.

## Geschichte
Nach dem Aufstand von Goudi wurden in Griechenland die lange geforderten Reformen umgesetzt. Unter anderem wurde die Marine modernisiert und so bestellte man im September 1910 zwei U-Boote, die Delfin und die Xifias, bei der Bauwerft Schneider et Cie in Le Creusot. In Anlehnung an die französische Bezeichnung (frz. submersible = Tauchboot) wurden sie als Tauchboote (griechisch Καταδυόμενα) bezeichnet.
Im März 1913 wurde die Xifias in Toulon von dem griechischen Korvettenkapitän D. Lambros übernommen und nach Griechenland überführt. Sie kam jedoch während den Balkankriegen nicht zum Einsatz. Im Ersten Weltkrieg beschlagnahmte Frankreich im September 1916 die Delfin und die Xifias und gab sie erst nach Kriegsende zurück. Da sich die U-Boote in einem sehr schlechten Zustand befanden und zudem veraltet waren, kamen sie nicht mehr zum Einsatz. 1920 wurden sie schließlich aus der Flottenliste gestrichen und 1921 abgewrackt.